# 翟店镇 (稷山县)
翟店镇，是中华人民共和国山西省运城市稷山县下辖的一个乡镇级行政单位。

## 行政区划
翟店镇下辖以下地区：
翟东村、东小翟村、西小翟村、翟西村、南翟村、太郝村、南梁村、北吴村、东位村、寺庄村、北小宁村、西小宁村、南小宁村、西位村、太宁村、宁南村、西位坡村、仁和村、东大有村、古路岔村、宝泉村、南吴坡村和峨嵋村。